# Comix Zone
Comix Zone ist ein Computerspiel, das 1995 von der Firma Sega für den Sega Mega Drive veröffentlicht wurde. Verschiedene Portierungen, unter anderem für den Game Boy Advance, die PlayStation Portable, die PlayStation 2 (im Rahmen der Sega Mega Drive Collection) und die Virtual Console erschienen rund zehn Jahre später.

## Beschreibung
Bei diesem Spiel handelt es sich um ein recht einfach gehaltenes Beat ’em up mit Jump-’n’-Run- und Adventure-Elementen. Die Hauptfigur, Sketch Turner, ein Comiczeichner, der in seiner eigenen Arbeit gefangen wurde, bewegt sich durch eine zeichnerisch dargestellte Umgebung, die aus einzelnen kleinen Räumen besteht, welche jeweils ein oder mehrere Gegner enthalten, oder in denen ein Rätsel gelöst werden muss. Dabei kann man eine kleine Menge Gegenstände einsammeln, die entweder der Lösung eines Rätsels dienen, oder im Kampf Vorteile bringen.
Die Besonderheit dieses Spiels ist die Darstellung des Haupthelden und der Umgebung. Man bewegt sich in einem Comiclayout, welches aus mehreren neben- und untereinander angeordneten Panels besteht. Gegner und Gegenstände werden teilweise von außen durch einen imaginären Zeichner hineingezeichnet oder ausradiert. Durch die ungleiche Panelgröße entscheidet oft der Spieler, in welche Richtung er sich auf einer Comicseite weiterbewegt (man sieht im Normalfall einen Teil der Umgebungspanels, was die Entscheidung erleichtern soll), es gibt also nur eine eingeschränkte Linearität im Spielverlauf.